# Mount Leat (Bristol Island)
Mount Leat ist ein verschneiter und über 800 m hoher Berggipfel auf Bristol Island im Archipel der Südlichen Sandwichinseln im Südatlantik. Er ragt zwischen dem Mount Darnley und dem Mount Sourabaya auf.
Das UK Antarctic Place-Names Committee benannte ihn 2013. Namensgeber ist der britische Geologe Philip Timothy Leat (* 1957) vom British Antarctic Survey, der von Januar bis Februar 1997 die zweite geologische Untersuchungsreihe auf den Südlichen Sandwichinseln durchgeführt und danach zwei Forschungskampagnen zur Erkundung des umliegenden Ozeanbodens geleitet hatte.